# Hattropholsen
Hattropholsen ist seit dem 1. Juli 1969 ein Ortsteil von Soest. Die ehemals selbstständige Gemeinde der Niederbörde liegt zwischen den Soester Ortsteilen Hattrop und Meckingsen. Eine örtliche Form des Ortsnamens, ohne Verdeutlichung, ist Holsen; die Bewohner werden „Holter“ genannt.

## Belege
1. ↑  Martin Bünermann: Die Gemeinden des ersten Neugliederungsprogramms in Nordrhein-Westfalen. Deutscher Gemeindeverlag, Köln 1970, S. 92.
2. ↑  Vereinschronik (Memento vom 27. Juni 2013 im Internet Archive)